# Nagash
Nagash, właśc. Stian Arnesen (ur. 7 maja 1978 w Hamar) – norweski instrumentalista i kompozytor.
Karierę muzyczną rozpoczął w 1992 roku, zakładając wraz z Fafnirem i Glaurungiem zespół Troll. Fafnir i Glaurung wkrótce opuścili zespół, jednak mimo to Nagash postanowił kontynuować działalność zespołu jako solowy projekt. Kilka miesięcy później wraz z Blackheartem założył zespół Covenant (po wydaniu dwóch albumów nazwa została zmieniona na rzecz dłużej funkcjonującej (od 1986) szwedzkiej grupy muzycznej Covenant wykonującej synth pop).
W 1996 roku, gdy miał już ugruntowaną pozycję na black metalowej scenie, dołączył do zespołu Dimmu Borgir jako basista. W 1999 roku opuścił zespół, by skoncentrować się na własnym projekcie, The Kovenant. W tym samym czasie zmienił swój pseudonim artystyczny; od tego momentu znany jest jako Lex Icon. Zmienił się też styl muzyki granej przez The Kovenant.
W 2004 roku założył wraz z Shagrathem stoner rockową grupę Chrome Division, gdzie  do 2005 roku pełnił funkcję perkusisty. Po opuszczeniu Chrome Division w większym stopniu skoncentrował się na The Kovenant, brał również gościnny udział w kilku projektach (Carpe Tenebrum, Crowhead, Nocturnal Breed).

## Dyskografia

### The Kovenant
- From the Storm of Shadows Demo (1994) jako Covenant
- Promo 1995 Demo (1995) jako Covenant
- In Times Before the Light (1997) jako Covenant
- Nexus Polaris (1998) jako Covenant
- Animatronic (1999)
- Wâldrock 2000 (Bootleg)
- In Times Before the Light (Remix) (2002)
- S.E.T.I. Club EP (2003))
- S.E.T.I. (2003)
- Aria Galactica (?)

### Dimmu Borgir
- Stormblåst (1996)
- Devil’s Path (1996)
- Enthrone Darkness Triumphant (1997)
- Godless Savage Garden EP (1998)

### Troll
- Trollstorm over Nidingjuv EP (1995)
- Drep de kristne (1996)
- The Last Predators (2000)
- Universal (2001)
- Neo-Satanic Supremacy (2010)

### Carpe Tenebrum
- Majestic Nothingness (1997)
- Mirrored Hate Painting (1999)

### Gościnnie
- Nocturnal Breed Aggresor (1997) – perkusja (jako Rick Hellraiser)